# إسحاق كاثكارت
إسحاق كاثكارت (بالإنجليزية: Isaac Cathcart)‏ هو شخصية أعمال أمريكي، ولد في 1845، وتوفي في 1909.